# Frans Stellaert

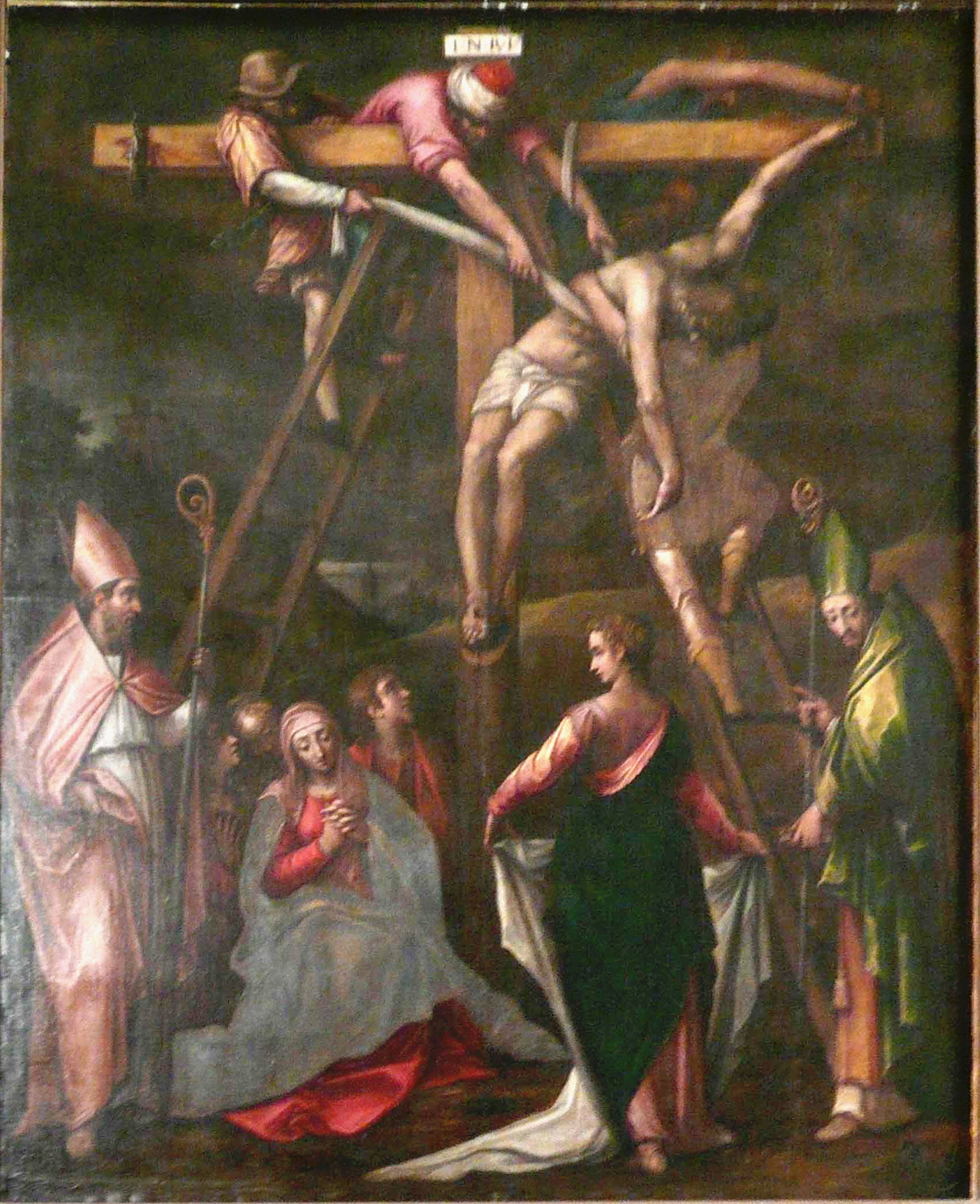
kruisafname (Saint-Pierre de Six-Fours)

Frans Stellaert (Mechelen, 1563 - Lyon, 1606), ook wel François Stella, François Stello of Fransoys Stellaert, was een Zuid-Nederlandse kunstschilder.
Stellaert was de zoon van de schilder Johannes Stellaert. Hij zou in 1576 met Étienne Martellange naar Rome zijn toegetrokken om te studeren. Na zijn studie vestigde hij zich in Lyon, waar hij verschillende historische werken voltooide. Hij werd door tijdgenoot Karel van Mander beschreven als een uytnemende Meester van Landtschappen, beelden, ordinantien, conterfeyten nae t'leven, en teyckenen. Volgens Nicole Dacos Griffò zou hij tevens in Terni (Umbrië) met medeschilder Gillis Coignet aan verschillende fresco's gewerkt hebben, en aan een en een altaar in fresco-techniek, als lid van een grote groep decorateurs die onder leiding van Federico Zuccaro het salon van de Villa d'Este in Tivoli verfraaiden.
Stellaert kreeg in Frankrijk twee zonen, François en Jacques. Zijn beide zoons traden in de voetsporen van hun vader en werden ook schilder.
- Biografisch Portaal: 50071523
- Digitale Bibliotheek voor de Nederlandse Letteren: stel027
- Gemeinsame Normdatei: 136987494
- International Standard Name Identifier: 0000 0000 6689 6883
- RKD-Nederlands Instituut voor Kunstgeschiedenis: 75015
- Union List of Artist Names: 500017790
- Virtual International Authority File: 81241336
- WorldCat: E39PBJkdm4bVRXbXHrYQ9FgR8C